# 李福清
鲍里斯·利沃维奇·里夫金（俄语：Борис Львович Рифтин），漢名李福清，1932年9月7日—2012年10月3日），苏联及俄罗斯语言学家、汉学家。在中国民间文学、古典文学、民间艺术等研究领域取得了令人瞩目的成就。

## 生平
出生于列宁格勒，伯父是东方学家，研究巴比伦语言。1949年中华人民共和国成立后，他报考了列宁格勒国立大学东方学系的中国文学专业。大学里，他听过瓦西里·阿列克谢耶夫三个月的课，也上过弗·雅·普罗普的民间文学课程和谢尔盖·雅洪托夫的汉语课程。
大一的时候，他对回族人，特别是东干人产生了浓厚兴趣。1951年夏来到苏维埃吉尔吉斯盟国米粮川回族村，一边在建筑队干活，一边学习那里东干人的甘肃方言，被民间故事深深吸引。1953和1954年又去了中亚，继续学习模仿甘肃话、陕西话，专心搜集民间文学口头资料。大四完成毕业论文《东干人民歌初探》。
毕业后，他被分配到苏联科学院高尔基世界文学研究所工作。后担任亚非文学研究组主任，专门从事中国民间文学和中国俗文学的研究。1961年以论文《万里长城的传说与中国民间文学体裁问题》获语文学副博士学位。1965至1966年在北京大学进修，1970年获语文学博士学位。1987年12月23日当选为苏联科学院通讯院士，成为俄国汉学界文学领域学衔最高的人士。1989年11月應香港嶺南學院梁錫華之邀，作三場公開演講，原擬訪港後赴台，但因遇上嚴重車禍，治療後回蘇，並未赴台。
1990年以“中国神话研究”获得苏联国家奖；1992年至1995年在台湾新竹清华大学中文系任教。
2003年获得中国政府教育部授予的“中国语言文化友谊奖”，是俄罗斯第一位获此殊荣的学者。2008年5月29日晋升为俄罗斯科学院院士，是俄国史上专以研究“中国文学”荣膺院士的第三人。
2006年2月来华访问，与中国民间文艺家协会领导举行了座谈会。
2012年10月3日在莫斯科逝世。

## 主要作品
- 《万里长城的传说与中国民间文学的体裁问题》，莫斯科：东方文学出版社，1961
- 《中国的讲史演义与民间文学传统》，莫斯科：科学出版社，1970。
- 《从神话到章回小说·中国文学中人物形貌的演变》，莫斯科：科学出版社，1979。
- 《中国古典文学研究在苏联》，田大畏译，北京：书目文献出版社，1987。
- 《紫玉》（汉魏六朝小说，编译），莫斯科，文艺出版社，1980。
- 《西伯利亚、中亚及远东诸民族民间文学中的共同主题与情节》，收入《东方各国与各民族》第13集，莫斯科：科学出版社，1982。
- 《中国神话故事论集》，马昌仪编，北京：中国民间文艺出版社，1988年；台北学生书局，1991年（台湾版）。
- 《苏联藏中国民间年画珍品集》（与王树村、刘玉山合编），北京：人民美术出版社，1990年（中文，俄文两版）。
- 《汉文古小说论衡》，南京：江苏古籍出版社，1992。
- 《海外孤本晚明戏剧选集三种》（与李平合编），上海古籍出版社，1993。
- 《〈三国演义〉与民间文学传统》，上海古籍出版社，1997，ISBN 9787532521708。
- 《李福清论中国古典小说》，台北：洪叶文化公司，1997。
- 《关公传说与〈三国演义〉》，台北：云龙出版社，1997；台北：汉扬出版社，1999。
- 《神话与鬼话──台湾原住民神话故事比较研究》，北京：中国社会科学出版社，2001。
- 《中国诸族民间故事选》（编译），莫斯科，2002。
- 《俄罗斯国家图书馆藏中国年画图录》，《东方收藏》，莫斯科，2002。
- 《古典小说与传说（李福清汉学论集）》（李明滨编选），中华书局，2003。
- 《康·安·斯卡奇科夫所藏汉籍写本和地图题录》（A. N. 麦尔纳尔克斯尼斯著，张芳译，王菡注释，李福清审订），北京：国家图书馆出版社，2010。
- 《东干民间故事传说集》 （李福清编著，海峰转写，连树声翻译），上海文艺出版社，2011，ISBN 9787532139101。
- 《神话与民间文学——李福清汉学论集》（李福清编著，张冰等译），北京大学出版社，2017年9月，ISBN 9787301284988。